# Tuns skolmagasin

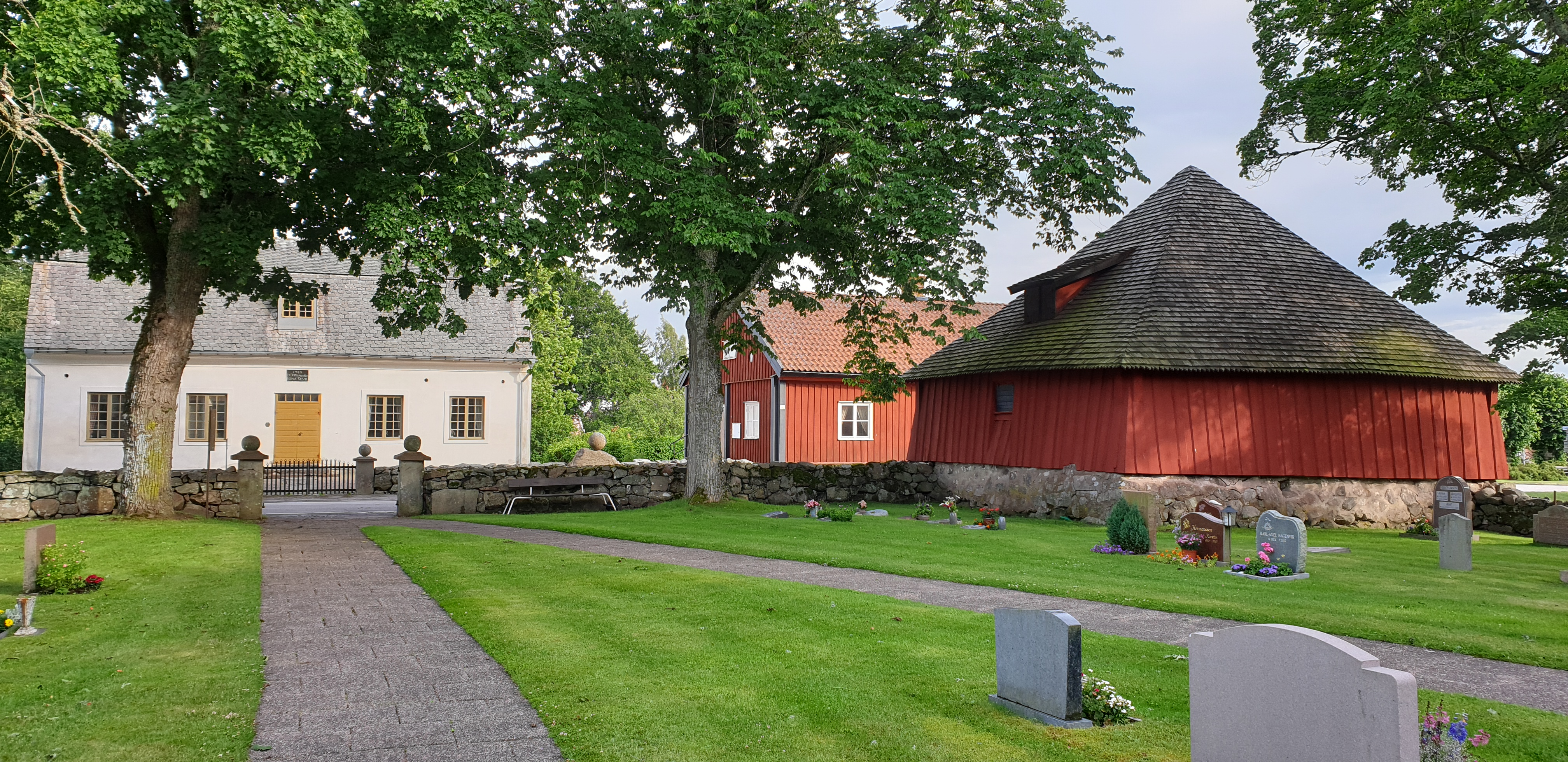
Skolmagasinet Jonas Silvius lät uppföra 1771. I bakgrunden skolan och rektorsbostaden.

Tuns skolmagasin i Lidköpings kommun, Västra Götalands län, uppfördes år 1771. Syftet med magasinet var att räntan från spannmålsförrådet skulle underhålla fattigskolan. Byggnaden är den äldsta inom orten och bidrar till kulturmiljön kring kyrkan.  

## Byggnaden
Magasinet anlades i sydvästra hörnet av Tuns kyrkogård under ledning av byggmästaren Sven Westman från Skärv. Kyrkoherde Jonas Silvius var projektledare och finansiär. Platsen hade tidigare till viss del utgjorts av en storhög vilken strax före anläggandet bortschaktats.
Magasinet är uppfört i tre våningar. Den nedersta av sten med trampat jordgolv med ingång genom en dubbeldörr. De två övre våningarna är av trä. Till fönster finns några mindre gluggar med järngaller för. Taket klätt med ekspån. På senare tid har man låtit täcka jordgolvet med betongplattor.

## Historia
År 1763 startades barnundervisning i Tun som även omfattade de angränsade församlingarna. För att även barn från fattiga förhållanden skulle ha möjlighet att gå i denna barnskola inrättades ett fattigbord som skulle bespisa dessa. I detta syfte byggdes ett skolmagasin som stod färdig år 1772. Kyrkoherden Jonas Silvius i Tun gjorde en första insättning som bestod av 500 skäppor korn och 500 skäppor havre. Till syssloman över verksamheten utsågs läraren vid Svenska skolan i Tun. Utlåning skedde på våren och återbetalades med ränta, omkring 12,5 procent, i januari följande år. Av magasinsräntan användes en tredjedel till barnskollärarens lön och två tredjedelar till bespisningen av fattiga barn, så länge de undervisades i kristendomsläran. År 1777 utgjordes två tredjedelar av räntan av 42 skäppor korn och 42 skäppor havre. Barnen erhöll två mål om dagen. Middag bestod av ärtor 2 dagar i veckan, kål och rötter 3 dagar i veckan, och grynsoppa 2 gånger i veckan. Som kvällsmat serverades gröt eller sill. Mjölk, smör, kött eller potatis serverades aldrig. Fem barn fick uppehälle vid skolan från magasinets spannmålsränta. Efter att tillgångarna utökades kunde ytterligare ett barn försörjas efter år 1785 och senare ytterligare ett barn. År 1858 beslutades att räntan från magasinet istället skulle delas ut till fattiga skolbarns föräldrar inom Tuns församling.